# Claire Dodd
Claire Dodd (Des Moines, 29 december 1908 - Beverly Hills, 23 november 1973) was een Amerikaanse actrice.

## Biografie
Ze werd geboren als Dorothy Anne Dodd in het Amerikaanse Des Moines, en was amper 10 jaar toen haar vader, een arts, haar en haar moeder verliet. Haar moeder leed aan tuberculose en had het moeilijk om voor haar opvoeding in te staan, dus verhuisde de jonge Dorothy op haar 15e naar New York. Ze speelde mee in de Ziegfeld Follies, waar ze uiteindelijk ontdekt werd door Darryl F. Zanuck.
Ze ging aan de slag voor Warner Brothers, Paramount Pictures en Universal Studios. Ze speelde onder andere in Ex Lady (1933), The Personality Kid (1934), The Glass Key (1935), Three Loves has Nancy (1938) en The Black Cat (1941).
Claire Dodd speelde mee in bijna 60 films in de periode 1930-1942. Daarna zei ze de filmwereld vaarwel, en trouwde met H. Brand Cooper met wie ze vier kinderen grootbracht.

## Dood
Ze stierf thuis in Beverly Hills aan de gevolgen van kanker. Ze werd 64 jaar. Claire Dodd werd begraven in Californië, op het Brand Family Cemetery.